# Булгаково (Знаменский район)
Булгаково — деревня в Знаменском районе Орловской области. Входит в состав Красниковского сельского поселения.

## Население
| 2010 |
| ---- |
| 1    |

## История
Деревня на речке Цкань у устья речки Смородинки в дозорной книге Карачевском уезде за 1614 год упомянута как Лозы в составе Рословского стана.

Богдан Игнатьев сын Подымов сказал за собою в Карачевском уезде в Рословском стану дано ему ис старого помесья в вотчину сто чети при царе Василье за московское осадное сиденье. А помесья за вотчиною осталось тритцать две чети с осминою (дрв) Лозы на речке на Цкани на усть речки Смородинки по обе стороны речки Цкани, что была та деревня за засецкими сторожи. А то де ему поместье дано при царе Иване Васильевиче всеа Русии. А вотчинная де и поместная грамота пропала в те поры, как литовские люди Волхов взяли.